# Vier Dinos in New York
Vier Dinos in New York (Originaltitel: We’re Back! A Dinosaur's Story) ist ein Zeichentrickfilm, der 1993 in den USA hergestellt wurde. Er hat je nach Fassung unterschiedliche Längen von 63 bis 72 Minuten und basiert auf dem gleichnamigen Buch aus dem Jahre 1987 von Hudson Talbott. Im Film geht es um zwei Kinder, die zusammen mit drei Dinosauriern und einem Flugsaurier Abenteuer in New York City erleben.

## Handlung
Der Wissenschaftler Liebauge kehrt mit seiner fliegenden Zeitmaschine aus der Vergangenheit zurück und setzt vier Dinosaurier über New York ab, weil er über eine seiner weiteren Erfindungen, einem Wunschempfänger, als insgesamt größten Wunsch von Kindern ermittelt hat, Dinosauriern zu begegnen. Mit einer speziellen Futtermischung, den Vernunftknusperflocken, hat er ihnen menschliche Intelligenz, Sprache und Einfühlungsvermögen verschafft. Als Kontaktperson nennt er ihnen Dr. Julia Bleeb vom American Museum of Natural History und warnt sie vor seinem Bruder, Professor Krummauge.
Dr. Bleeb und die Saurier verfehlen sich; von den Kindern Louie, der von zu Hause weggelaufen ist, und Cecilia, die sich wünscht, dass ihre Eltern mehr Zeit mit ihr verbringen, werden sie zunächst auf der Macy’s Thanksgiving Day Parade versteckt. Doch als von den Zuschauern bemerkt wird, dass die vier keine Roboter, sondern echte Dinos sind, entsteht eine Panik und die Echsen und die beiden Kinder landen auf der Flucht vor der Polizei im Central Park, wo Krummauge seinen Unheimlichen Zirkus betreibt. Krummauge bindet die Kinder mit einem Vertrag, der erst nach Unterzeichnung sichtbar wurde, an seinen Zirkus. Den dazukommenden Dinos erklärt er, dass die Kinder freikommen könnten, wenn die Saurier seine Vernunftverzehrer-Pillen einnehmen würden, die denen von seinem Bruder entgegenwirken. Um ihre Freunde zu retten, willigen die Dinos ein, und verwandeln sich wieder in die Urzeit-Bestien, die nun die Attraktion von Krummauges Zirkus darstellen. Mit Hilfe des Clowns Stubbs gelangen Louie und Cecilia in die nächste Vorstellung, durch ihre Umarmungen erlangen die Urzeitriesen wieder ihre vorige Friedfertigkeit. Gleichzeitig schwebt auch das Luftschiff von Liebauge über dem Zirkuszelt und Krummauge bereitet ein Schwarm Krähen den Garaus. Die Dinos ziehen ins Naturgeschichtemuseum und Louie und Cecilia versöhnen sich wieder mit ihren jeweiligen Eltern.

## Produktion und Veröffentlichung
An der Produktion war Steven Spielbergs Produktionsfirma Amblin Entertainment beteiligt. Das Drehbuch stammt aus der Feder von John Patrick Shanley, die Musik von James Horner. Die Regie führte Simon Wells. Für den Schnitt waren Nick Fletcher und Sim Evan-Jones verantwortlich.
Die Welturaufführung fand in den USA am 24. November 1993 unter dem Titel We're Back! A Dinosaur's Story statt. Dort spielte der Film an den Kinokassen etwas mehr als 9,3 Mio. US-Dollar ein. Die deutsche Erstausstrahlung des Films war am 23. Juli 1994. Weitere Ausstrahlungen liefen in Ungarn, Frankreich, Finnland, Schweden, Spanien, Portugal, Italien und Brasilien. Auf VHS erschien die Geschichte am 1. April 2002 und auf DVD und war im deutschen Fernsehen am 26. Dezember 2007 im HR als Free-TV-Premiere im Fernsehen zu sehen.

## Besetzung und Synchronisation
| Figur                  | englischer Sprecher | deutscher Synchronsprecher |
| ---------------------- | ------------------- | -------------------------- |
| Professor Liebauge     | Walter Cronkite     | Jochen Schröder            |
| Professor Krummauge    | Kenneth Mars        | Gerry Wolff                |
| Cecilia Vogel          | Yeardley Smith      | Marie-Luise Schramm        |
| Doktor Bleeb           | Julia Child         | Christel Merian            |
| Louie                  | Joey Shea           | Jan Rohrbach               |
| Rex, Tyrannosaurus rex | John Goodman        | Klaus Sonnenschein         |
| Dweeb, Hypacrosaurus   | Charles Fleischer   | Michael Walke              |
| Elsa, Pteranodon       | Felicity Kendal     | Evelyn Gressmann           |
| Woog, Triceratops      | René Le Vant        | Roland Hemmo               |
| Vorb                   | Jay Leno            | Ivar Combrinck             |
| Buster                 | Blaze Berdahl       | Hannes Maurer              |
| Stubbs, der Clown      | Martin Short        | Friedrich G. Beckhaus      |

## Soundtrack
1. Main Title / Primeval Times – 4:14
2. Flying Forward in Time – 5:48
3. Welcome to New York – 2:26
4. First Wish, First Flight – 3:48
5. A Hint of Trouble / The 'Contract' – 1:49
6. Roll Back the Rock (to the Dawn of Time): gespielt von John Goodman – 2:55
7. Grand Slam Demons – 2:05
8. Hot Pursuit – 3:18
9. Central Park – 1:21
10. Screweyes' Circus / Opening Act – 1:12
11. Circus – 2:29
12. Fright Radio / Rex's Sacrifice – 6:19
13. Grandparent Demon Parade – 7:39
14. The Kids Wake Up / A New Day – 2:57
15. The Transformation – 5:30
16. Special Visitors to the Museum of Natural History – 2:12
17. Roll Back the Rock (to the Dawn of Time):gespielt von Little Richard – 2:56

## Kritik
„Ein sorgfältig animierter Zeichentrickfilm, der das Medium wirkungsvoll einsetzt und seine Helden liebenswert zum Leben erweckt. Allerdings lebt er auch von dem Schrecken, den er zu attackieren vorgibt - also nichts für kleinere Kinder.“

## Film und Buch
Der Film behandelt großteils die Story aus dem Buch, weist aber einige Unterschiede auf. Der Hauptunterschied ist, dass im Buch neben den vier für den Film verwendeten Sauriern auch noch ein Apatosaurus, ein Dryosaurus und ein Stegosaurus unter ihnen waren. Auch wurden Käptn Liebauge, sein böser Bruder und die zwei Kinder extra für den Film erfunden.